# Río Laña
Río Laña es un río ubicado en la parte continental del país africano de Guinea Ecuatorial específicamente localizado en la provincia de Centro Sur, y protegido como uno de los 2 ríos más importantes que forman parte del Parque nacional del Monte Alén (siendo el otro el río Wele) En sus rápidos se han registrados diversas especies de anfibios especialmente ranas.
En su recorrido pasa por localidades como Manseng, Nsangnam y Añisoc.